# Профини (Рагуза)
Профини је насеље у Италији у округу Рагуза, региону Сицилија.
Према процени из 2011. у насељу је живело 68 становника. Насеље се налази на надморској висини од 201 м.